# 美丽小蚁蛛
美丽小蚁蛛（学名：Micaria formicaria）为平腹蛛科小蚁蛛属的动物。分布于古北区以及中国大陆的甘肃、浙江、河北、新疆等地，一般生活于石块下。